# Прокуратура на България
Прокуратурата на България е структура на държавното обвинение в системата на съдебната власт на България.
Тя е независима част от съдебната система, отделна от съда. Съгласно Конституцията на Република България структурата на прокуратурата на Република България е в съответствие с тази на съдилищата, а главният прокурор осъществява надзор за законност и методическо ръководство върху дейността на всички прокурори.

## История
В Търновската конституция не се споменава изрично ролята на прокуратурата.
| „                                | ...на съдебните места и лица, действащи от името на княза. Отношението на княза към тия места и лица се определя чрез особени наредби. | “ |
| чл 13 от Търновската конституция | |   |

Нейната роля за пръв път в страната се определя в Закона за устройство на съдилищата в България от 1880 г..

## Следствени органи
Според Конституцията на Република България
| „                                                  | Следствените органи са в системата на съдебната власт. Те осъществяват разследване по наказателни дела в случаите, предвидени в закон. | “ |
| Глава шеста, Чл. 128. Изм. - ДВ, бр. 27 от 2006 г. | |   |

Следствени органи са Националната следствена служба и окръжните следствени отдели в окръжните прокуратури. Следственият отдел в Софийската градска прокуратура е със статут на окръжен следствен отдел. (чл.148 от Закона за съдебната власт)